# Philip Fox (astrónomo)

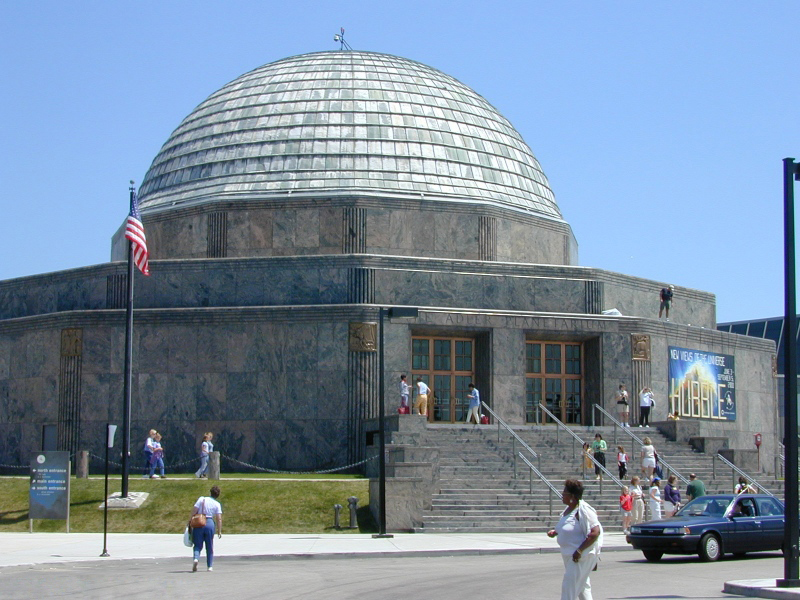
Planetario Adler

Philip Fox (7 de marzo de 1878 – 21 de julio de 1944) fue un astrónomo estadounidense, oficial en el Ejército de los Estados Unidos. Fue el primer director del Planetario Adler en Chicago, la primera instalación de este tipo en América.

## Biografía
Fox nació y creció en Manhattan, Kansas hijo de Simeon y Esther (Butler de soltera) Fox. Se graduó en la Universidad Estatal de Kansas en matemáticas en 1897. Al año siguiente se alistó en el Ejército de los Estados Unidos, luchando en las islas Filipinas durante la Guerra hispano-estadounidense. Cuando fue licenciado en 1899, había alcanzado el rango de alférez, pero estaba tan enfermo que sólo le dieron un año de vida. Sin embargo, se recuperó completamente gracias a los cuidados de su madre.
Mientras se estaba recuperando, Fox obtuvo el título de maestro del Estado de Kansas y comenzó a enseñar matemáticas en la Escuela Militar de St. John en Salina, Kansas. Invitado a la Universidad de Dartmouth en 1901 por su primo Ernest Fox Nichols, Fox pronto se inscribió en esta universidad, donde obtuvo una segunda graduación, esta vez en física. Mientras estaba en Dartmouth, Edwin Brant Frost persuadió a Fox para que iniciase la carrera de astronomía, y en 1903 obtuvo una plaza de Ayudante de Investigación en el Observatorio Yerkes de la Universidad de Chicago, centrado en la investigación solar.
Mientras estuvo en Chicago, Fox conoció a su futura mujer, Ethel Snow, casándose en 1905. La pareja tuvo cuatro
niños. En 1905, Fox viajó a la Universidad de Berlín para completar sus estudios de licenciatura en astronomía. Regresó a Chicago al año siguiente, donde trabajó como un astrónomo ayudante en el Observatorio Yerkes, obteniendo el doctorado en astronomía por la Universidad de Chicago.
En 1909 se incorporó al departamento de astronomía de la Universidad Northwestern, siendo posteriormente nombrado su director, cargo que compartió con la dirección del Observatorio de la Universidad de Dearborn. En esta época escribió varios libros, y sirvió como Secretario de la Sociedad Astronómica Americana.
Después del inicio de la Primera Guerra Mundial, Fox regresó al servicio activo en el Ejército como comandante de infantería en Francia. Ascendió primero a teniente-coronel, y tras pasar a la reserva al final de la guerra, ascendió a Coronel.
En mayo de 1929, fue nombrado el primer director del Planetario Adler, inaugurado un año más tarde, donde trabajó durante ocho años, mientras ejercía también como director interino del Observatorio Griffith en Los Ángeles cuando fue abierto en 1935. En mayo de 1937, Fox dejó este trabajo para asumir el cargo de director del Museo de la Ciencia e Industria de Chicago, cargo que mantuvo hasta 1942.
Con la entrada de los Estados Unidos en la Segunda Guerra Mundial en 1941, Fox regresó de nuevo al Ejército, siendo destinado al Cuerpo de Señales del Ejército en la Universidad de Harvard en 1942. Se retiró del ejército en 1943, continuando como lector en Harvard hasta su muerte de un derrame cerebral en 1944.

## Eponimia
- El cráter Fox situado en la cara oculta de la Luna está nombrado en su honor.